# شايني
شايني ((هانغل: 샤이니)؛ (باليابانية: ャイニー)) هي فرقة فتيان موسيقية كورية جنوبية شكلتها إس إم إنترتينمنت في 2008. الفرقة تتكون خمسة أعضاء: أونيو، كيم جونغ هيون، كي، تشوي من هو، تيمين.
منذ ظهورهم للأول مرة حتى 2017، شايني في كوريا الجنوبية أطلقوا خمسة ألبومات كاملة، وخمسة ألبومات مصغرة، وأربعة ألبومات مباشرة ومتنوعات فردية، وفي اليابان اطلقوا خمسة ألبومات كاملة وأربعة عشر أغاني منفردة. وحصلوا على الكثير من الجوائز وكذلك عقدوا جولات موسيقية في كوريا الجنوبية واليابان وفي بعض دول شرق آسيا وتألقوا بالكثير من برامجهم الواقعية.

## أصل التسمية
اسم "SHINee" جامع بين "SHIN" و "ee" حيث "SHIN" مأخوذ من كلمة "Shiny" أي بمعنى لامع أو مشرق أو مضيئ ومعنى "ee" يتلقى وبشكل عام يجعل معنى الاسم شخص من يتلقى الضوء والمقصود به ضوء الشهرة أو يتلقى موضوع الضوء.

## تاريخ

### قبل الظهور
ظلوا شايني سراً عن أنظار الجماهير حتى ظهورهم في مايو، 2008 ولكن أعضاء الفرقة كانوا موجودين فعلاً بالوسط الفني فمثلاً جونغهيون كان مع " Zhang Li Yin " في أغنية " Wrongly Given Love " والتي كانت موجودة في ألبومها الصيني الأول، وكي قد أدى دور صغير في فليم سوبر جونيور " Attack on the Pin-Up Boys "، وتشوي من هو ظهر أيضاً في عرض ازياء لي "Ha SangBaek" في مارس 2008.

### 2008–2016: الترسيم والمسيرة الفنية
ظهرت الفرقة لأول مرة من خلال شركة إس إم إنترتينمنت في 2008، كان ظهورهم لأول مرة يوم 25 مايو 2008 في SBS's The Music Tred بأغنيتهم المنفردة "Replay"(باللغة الكورية: 누난 너무 예뻐).
وقد كان ظهورهم الياباني الأول أيضاً في 22 يونيو 2011 بإطلاق النسخة اليابانية من أغنيتهم المنفردة Replay، وحصلوا على لقب «الفنان الذي تمكن بأن يكون في أفضل 3 مراكز في 3 إصدارات من الظهور الأول» لفئة الفنانين الاجانب. كإنجاز لم يحصل عليه شخص آخر منذ أن تأسس الرسم البياني للتصنيف قبل 44 سنة في 1968 ميلادي.
يتبعه أول ألبوم كامل ياباني " The First " في 7 ديسمبر سنة 2011 ميلادي، ومن بعد ذلك وفي 2012 ظهروا لنا من جديد على مسرح «إم! كاونت داون» بعد غياب سنة كاملة بالألبوم المصغر "Sherlock" الذي حاز على اهتمام كبير وإعجاب، وفي 2013 أطلقوا برنامجهم الواقعي المعروف بـ "SHINee's Wonderful Day" على قناة إم بي سي الكورية المكون من 10 حلقات ليبث إجازة كُل عضو حيث ذهب القائد أونيو إلى تايلند، والمغني الرئيسي جونغهيون إلى اليابان، وكي وتشوي من هو إلى إنجلترا، وتيمين إلى سويسرا حيث أُطلقت أول حلقة بتاريخ 9 فبراير 2013 ومن ثم رجعوا من جديد في 21 فبراير 2013 بالجزء الأول من ألبوم Dream Girl على يوتيوب(The Misconceptions Of You) على مسرح «ميوزيك بانك» وبعد شهرين بتاريخ 26 أبريل 2013 عادوا بالجزء الثاني من ألبوم Why So Serious على يوتيوب(The Misconceptions Of Me) بدون العضو جونغهيون بسبب إصابته بإنفه أثر حادث سيارة فلم يستطع المشاركة وفي شهر أغسطس من 2013 أطلقوا ثاني ألبوم كامل ياباني "Boys Meet U" حيث حصل على إعجاب شديد مما نتج على ازدياد شُهرتهم في اليابان.

### 2017 – حالياً: وفاة جونغهيون
في 18 ديسمبر 2017، توفي جونغهيون منتحراً عن طريق استنشاق إما أدخنة سامة أو دخان من فحم مضغوط محروق في مقلاة. أقيمت جنازة جونغهيون في قاعة جنازات مركز اسان الطبي في بونغنام-دونغ في سول ابتداءً من بعد ظهر 19 ديسمبر. حضر العديد من المشاهر مثل فتيان بانقتان وآي يو وغوون بو آه وغيرلز جينيريشن وإكسو، والعديد من المعجبين إلى الجنازة التي أستمرت لثلاث أيام. كان من المقرر أن تقيم فريقة شايني بعدة حفلات موسيقية في اليابان في فبراير 2018، وبعد مناقشة قرار تأجيلها بسبب وفاة جونغ هيون، قرر الأعضاء الاستمرار كفرقة مكونة من أربع أشخاص والمضي قدماً في جدول الحفلات الموسيقية اليابانية.
في 26 مارس، أصدرت فرقة شايني أغنيتهم اليابانية المنفردة «من الآن وصاعداً» (From Now On) والتي تتضمن على صوت جونغهيون، وبعد فتره وجيزه، الفرقة أصدرت أول ألبوم تجميعي للأغاني اليابانية شايني الأفضل من الآن وصاعداً.
في 23 مايو، أصدرت الفرقة إعلانًا لبرنامجها الواقعي “SHINee’s BACK”. سيعرض البرنامج عملية التحضير لعودة الفرقة، مشاركة قصصٍ جديدة، وكشف جوانب جديدة من الأعضاء. سيتم بث “SHINee’s BACK” عبر قناة Mnet الرقمية M2 يوميّ الأربعاء والخميس وسيتم أيضًا بثه عبر التلفاز على قناة Mnet. سيتم عرضه لأول مرة في 6 يونيو تمام التاسعة مساءً بتوقيت كوريا.